# La Tête de saint Jean-Baptiste
Pour l’article homonyme, voir Tête de saint Jean-Baptiste.
La Tête de saint Jean-Baptiste est un tableau de quarante-six centimètres de haut et quarante-trois centimètres de largeur peint en 1507 par Andrea Solari, probablement pour le cardinal Georges d'Amboise. Il représente la tête de Jean le Baptiste, tranchée et disposée dans une coupe. Cette œuvre entre au département des peintures du musée du Louvre en 1868 par un don d'Eugène Lecomte.

## Description

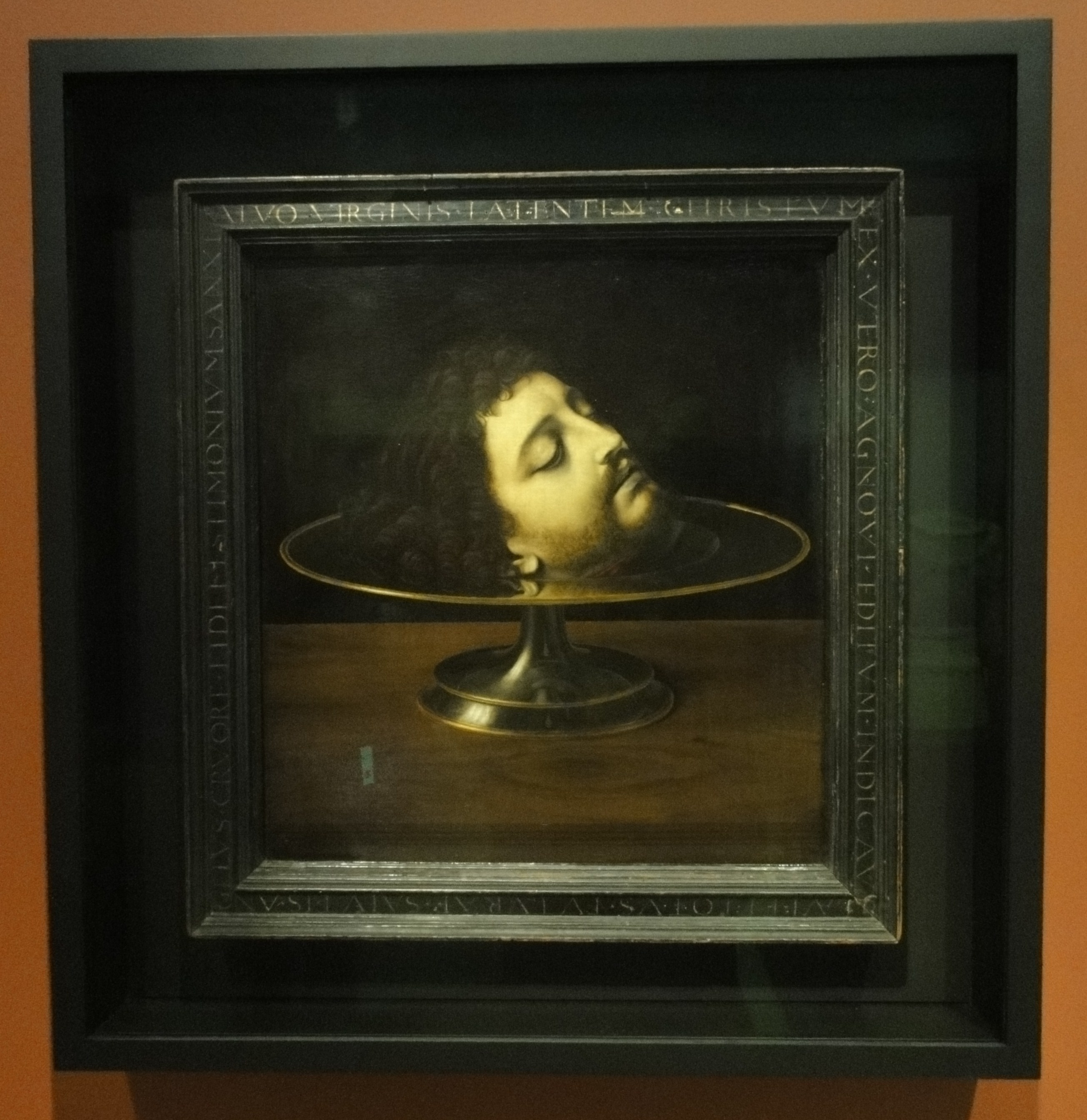
L'œuvre exposée avec son cadre au Louvre-Lens.

La Tête de saint Jean-Baptiste est une peinture sur bois de peuplier qui représente la tête de Jean le Baptiste, tranchée et disposée dans une coupe. Le tableau, entouré par un cadre d'ébène, mesure quarante-six centimètres de haut et quarante-trois centimètres de largeur. Il est signé en bas à droite « ANDREAS DE SOLARIO FAT 1507 ».
Le cadre porte une inscription en latin évoquant saint Jean-Baptiste et semble être d'origine. La palette restreinte montre l'influence de Léonard de Vinci. Sur le pied de la coupe en métal, un visage se reflète, qui est probablement un autoportrait de Solari.

## Histoire
La peinture a été réalisée en 1507 par Andrea Solari, probablement pour le cardinal Georges d'Amboise.
Elle entre au département des peintures du musée du Louvre en 1868, sous le numéro d'inventaire MI 735. Il s'agit d'un don d'Eugène Lecomte.
La Tête de saint Jean-Baptiste est exposée du 4 décembre 2012 au 11 mars 2013 dans l'exposition temporaire Renaissance du Louvre-Lens, sous le numéro de catalogue 25.